# Zeb's Musical Career
Zeb's Musical Career è un cortometraggio muto del 1913 diretto da C.J. Williams.

## Produzione
Il film fu prodotto dalla Edison Company.

## Distribuzione
Distribuito dalla General Film Company, il film - un cortometraggio 180 metri - uscì nelle sale cinematografiche statunitensi il 27 agosto 1913. Nelle proiezioni, veniva programmato con il sistema dello split reel, accorpato in un'unica bobina con un altro cortometraggio prodotto dalla Edison, il documentario Quaint Spots in Cairo, Egypt.